# Gare de Skara
La gare de Skara (suédois: Skara Station) est une gare ferroviaire suédoise de la ligne du musée ferroviaire Skara - Lundsbrunn, située dans la ville de Skara dans le comté Västra Götaland.

## Situation ferroviaire
La gare était un centre ferroviaire pour les lignes à voie étroite de 891 mm à Skara. D’ici quittent des trains pour Göteborg, Lidköping, Mariestad, Timmersdala, Skövde et Stenstorp.

## Histoire
Construite en 1899, la gare sert encore (en 2015) des trains des lignes du musée ferroviaire Skara - Lundsbrunn.